# شورش تایپینگ

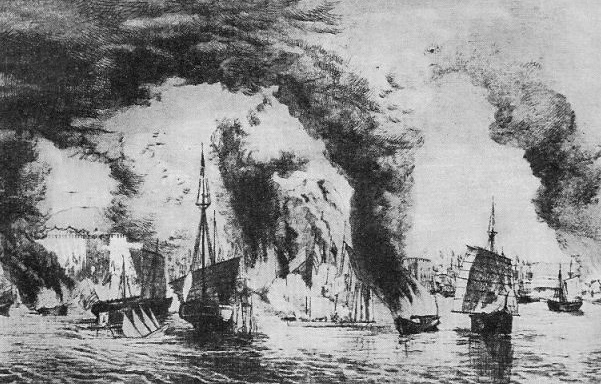

شورش تایپینگ که به عنوان جنگ داخلی تایپینگ نیز شناخته می شود، یک شورش و جنگ داخلی بزرگ بود که در چین بین دودمان چینگ به رهبری منچوها ها و پادشاهی آسمانی تایپینگ به رهبری مردمان هان و هاکا روی داد. این شورش از ۱۸۵۰ تا ۱۸۶۴ بطول انجامید، گرچه پس از سقوط تیانجینگ(نانجینگ فعلی) آخرین لشگر شورشی تا آگوست ۱۸۷۱ پاکسازی نشد. پس از جنگیدن در خونین ترین جنگ داخلی تاریخ، با بیش از بیست میلیون کشته، دولت مستقر چینگ قاطعانه پیروز شد، گرچه این پیروزی با هزینه های گزافی به ساختار مالی و سیاسی‌اش همراه بود.
رهبر شورش تایپینگ شخصی به نام هونگ شئو چوان بود که تحت تأثیر آیین مسیحیت قصد نجات بشریت را داشت. هدف قیام او مبارزه با فساد، فقر و ایجاد برابری اعلام شد. او براندازی حکومت چین و استقرار حکومت تایپینگ را در راس برنامه‌های خود قرار داد. دامنه این شورش نیمی از چین را فرا گرفت. در این شورش‌ها بسیاری از کتابخانه‌ها و موسسه‌های فرهنگی این کشور در آتش سوختند.
گفته می‌شود قیام تایپینگ دستاوردی به جز نابودی بخشی از سابقه فرهنگی چین نداشته‌است.

## ویژگی‌های قیام تایپینگ
در اواسط قرن ۱۹ میلادی، قیام آشتی ناپذیر تایپینگ علیه خاندان سلطنتی حاکم طرفدار غرب در چین اوج گرفت.
این قیام که موضع انتقادی شدیدی نسبت به مسلک کنفوسیوس داشت، نخست به طرفداری از مسیحیت برخاست، سپس به مونوته ئیسم (یکتاپرستی) گروید و سرانجام به «سلطنت الهی صلح بزرگ» با موتیف مسیحائی روی آورد.
این قیام اگرچه فاقد خصلت بیگانه ستیزی بود، ولی به سبب عدم تمکین نسبت به «فرهنگ سنتی جامعه چین» پایگاه اجتماعی اش محدود ماند و در نتیجه شکست خورد.
بریتانیای کبیر برخلاف امید و انتظار جنبش تای پینگ، بجای حمایت از تجددطلبان به طرفداری از خاندان سلطنتی فرتوت حاکم وارد عمل شد و به جنبش ضربه هولناکی وارد آورد.

## خدمات وو یوشیانگ در دوران شورش تایپینگ
خدمات وو یوشیانگ در دوران شورش تایپینگ، لقب مخصوصی را به او اعطا نمود. پس به سبب شخصیت خاصی که داشت، وو یوشیانگ عاشق تحقیق و کندوکاو در هنرهای رزمی بود و در این زمینه از چهرهای بارز در یونگ نیان بود.
بعدها او سه نفر را به شاگردی پذیرفت. اولین نفر لی یی یو(۱۸۳۲–۱۸۹۲)، برادر زاده ارشد او بود، نفر دوم دیگر برادرزاده او لی چیشان بود که با لی یی یو برادر بودند ونفر سوم یانگ بانخو فرزند دوم یانگ لوچان بود(۱۸۳۷–۱۸۹۲)
در آن زمان یانگ لوچان در پکن بسر می‌برد و خانواده او در شهر گوانگ فو بودند. یانگ بانخو نزد استاد خود وو یوشیانگ مشغول آموختن بود و تای چی چوان را نیز از ایشان فرا گرفت. به همین خاطر است که در تاریخ خاندان یانگ، به لحاظ تاریخی، دو سبک وجود داشته‌است، یکی مشهور به کالبد (قالب) بزرگ و دیگری مشور به کالبد (قالب) کوچک. زمانی که یانگ بانخو بیست سال داشت به پکن رفت و او نیز در ارتش مشغول به آموزش شد و تا رده ششم از هفت رده ارتقا ع پیدا کرد. وو یو شیانگ در گوانگفو باقی‌ماند و به تحقیق و توسعه تئوری تای چی جوان ادامه داد. تئوری تای چی از سه منبع بدست آمد، نخست وانگ زونگ یوئه، سپس وو یوشیانگ و در نهایت لی یی یو. لی یی یو یک رزمی کار حرفه‌ای نبود اما شاگردی داشت به نام هاو وی جن (۱۹۲۰–۱۸۴۹).
او کسی بود که سبک وو را به عموم معرفی کرده و گسترش داد.

## دو دهه پس از جنگ تریاک
در دو دهه پس از جنگ تریاک، ۶ شورش همزمان در سراسر کشور به وقوع پیوست. اولین شورش و مهم‌ترین آن‌ها در جنوب به وقوع پیوست و شورش تایپینگ‌ها بود که بین سال‌های ۶۴–۱۸۵۰ به وقوع پیوست و منجر به ایجاد حکومت تایپینگ‌ها شد. در همین سال‌ها شورش دیگری در شمال کشور توسط «نین»ها بین سال‌ها ۹۸–۱۸۵۳ برپا شد و چهار شورش هم از سوی مسلمانان چین در شمال غربی بین سال‌های ۷۲ – ۱۸۵۵، جنوب غربی از سال ۱۸۶۲ تا ۱۸۷۳، آسیای مرکزی بین سال‌های ۷۶ – ۱۸۶۲ و مجدداً در آسیای غربی بین سال‌های ۸۷ – ۱۸۶۶ رخ داد.
شورش تایپینگ‌ها علیه نظام منچو، ریشه در فقر مردم داشت. رهبری این شورش بر عهده «خونگ شی چوان» قرار داشت. او تحت تأثیر میسیونرهای پروتستان قرار گرفته بود و ادعا داشت که طبق فرمان الهی بر ضد حکومت امپراطوری قیام کرده‌است. در سال ۱۸۴۸ او جامعه‌ای به نام «جامعهٔ خداپرستان» را تشکیل داد و از طریق آن می‌خواست حکومت منچو را براندازد.
این جنبش وسیعترین جنبش سیاسی و مذهبی قرن نوزدهم در چین بود. جنبش تایپینگ‌ها با شعارهای تقسیم عادلانه زمین، مالکیت اشتراکی، برادری و برابری زن و مرد آغاز گردید و توانست اکثریت مردم چین را با خود همراه سازد و در سراسر کشور توسعه یابد. این جنبش در سال ۱۸۵۳ نانکن و قسمت اعظم جنوب چین را تصرف کرد و برای مدت کوتاهی به نظر می‌رسید که پیروز خواهد شد چرا که آن‌ها همهٔ عوامل موفقیت را داشتند: ایدئولوژی پیشرفتهٔ مذهبی، افکار ملی‌گرایی سنتی، خلق استثمار شده، و حمایت کامل آن‌ها از شورش، رهبری قدرتمند و اندیشمند، و بالاخره برنامه اصلاحی پیشرفته.
در برنامه‌های اصلاحی آنها، عقاید مذهبی مسیحی و ایدئولوژی سنتی در هم آمیخته بود. تلاشهای زیادی برای مالکیت عمومی، تقلیل مالیات بر کشاورزان، ممنوعیت تریاک و رشوه خواری و ایجاد تقویم جدید و حمایت از ادبیات محلی (سنتی) در دوران قدرت تایپینگ انجام گرفت. برای مثال در برنامه ارائه شده توسط کادر رهبری شورش تایپینگ مقرر شده بود که تا استقرار کامل «حکومت آسمانی»، ازدواج و کشیدن تریاک به کلی در سراسر حوزه حکومتی تایپینگ ممنوع باشد.
اما با این حال آن‌ها نتوانستند در رویکرد انقلابی شان موفق شوند چرا که آن‌ها افراد کاردان و توانایی را برای ایجاد حکومت اداری در مناطق تحت اشغال و … در اختیار نداشتند.
عامل دیگر ارتباط دولت منچو با کشورهای غربی بود که پس از چند قرارداد استعماری و استثماری بین دربار منچو و قدرتهای بزرگ غربی، بین سال ۶۰–۱۸۵۸، دولت منچو توانست حمایت دولتهای غربی را جلب کند و با کمک آن کشورها، این جنبش مردمی را سرکوب نماید.

## اتفاق‌های همزمان با قیام تایپینگ
تقریباً همزمان با قیام تایپینگ در مصر نیز جنبشی تجددطلبانه به مفهوم غربی آن اوج گرفت. روزنامه تایمز در این ایام، مصر را به عنوان «مثال خارق‌العاده پیشرفت» مورد ستایش قرار داد. رهبری مصر تا آنجا پیش رفت که مصر را نه جزئی از قاره آفریقا، بلکه بخشی از اروپا قلمداد کرد. اما همسان با چین، این ایمان آوردن به مدرنیته غرب سبب تغییر سیاست قدرت‌های بزرگ نمی‌شود.